# Léner Jenő
Léner Jenő, névváltozat: Lehner (Szabadka, 1894. június 24. – New York, 1948. november 4.) hegedűművész, a világhírű Léner-kvartett primáriusa és megalapítója. Fóthy Erzsi színésznő férje, Fehér Artúr sógora.

## Életútja
Léhner József zenész és Brucker Katalin fiaként született. Első zenei tanulmányait édesatyjától nyerte, aki a Király Színház második karmestere volt, majd a Zeneakadémiára iratkozott be, ott nyert művészi oklevelet. A művészképző után tagja lett a Magyar Király Operaház zenekarának, ahonnan 1922-ben távozott. Smilovits Józseffel és Hartmann Imrével létrehozott egy triót, melyet később Róth Sándor bevonásával kibővített vonósnégyessé. A Léner-vonósnégyes, melyet Weiner Leó irányított, 1919-ben lépett színpadra Szegeden. Bécsben először 1920-ban mutatkoztak be, s ugyanebben az évben hangversenykörúton jártak Olaszországban. Később Maurice Ravel Párizsba hívta őket. 1923-ban Angliában telepedtek le. Évente körülbelül 120 koncerten vettek részt, Európán kívül 1929-ben és 1930-ban New Yorkban is felléptek, s az egész Egyesült Államokat és Kanadát is bejárták. 1935–36 nyarán Svájcban, 1937 nyarán Angliában tartottak kamarazene-kurzust, majd 1936-ban Észak-Afrikában, 1938-ban pedig Egyiptomban is zenéltek. 1939-ben dél-amerikai koncertútjuk során megfordultak Brazíliában, Argentínában és Chilében, 1941-ben pedig Közép-Amerikában. 1941-ben Mexikóba mentek, itt 1942-ben feloszlott a kvartett. Vonósnégyesük koruk legkiválóbb vonósnégyes-társaságai közé tartozott, játékuk jellegzetessége a homogén hangzás és a briliáns technika volt.